# Philipp Ludwig von Sinzendorf

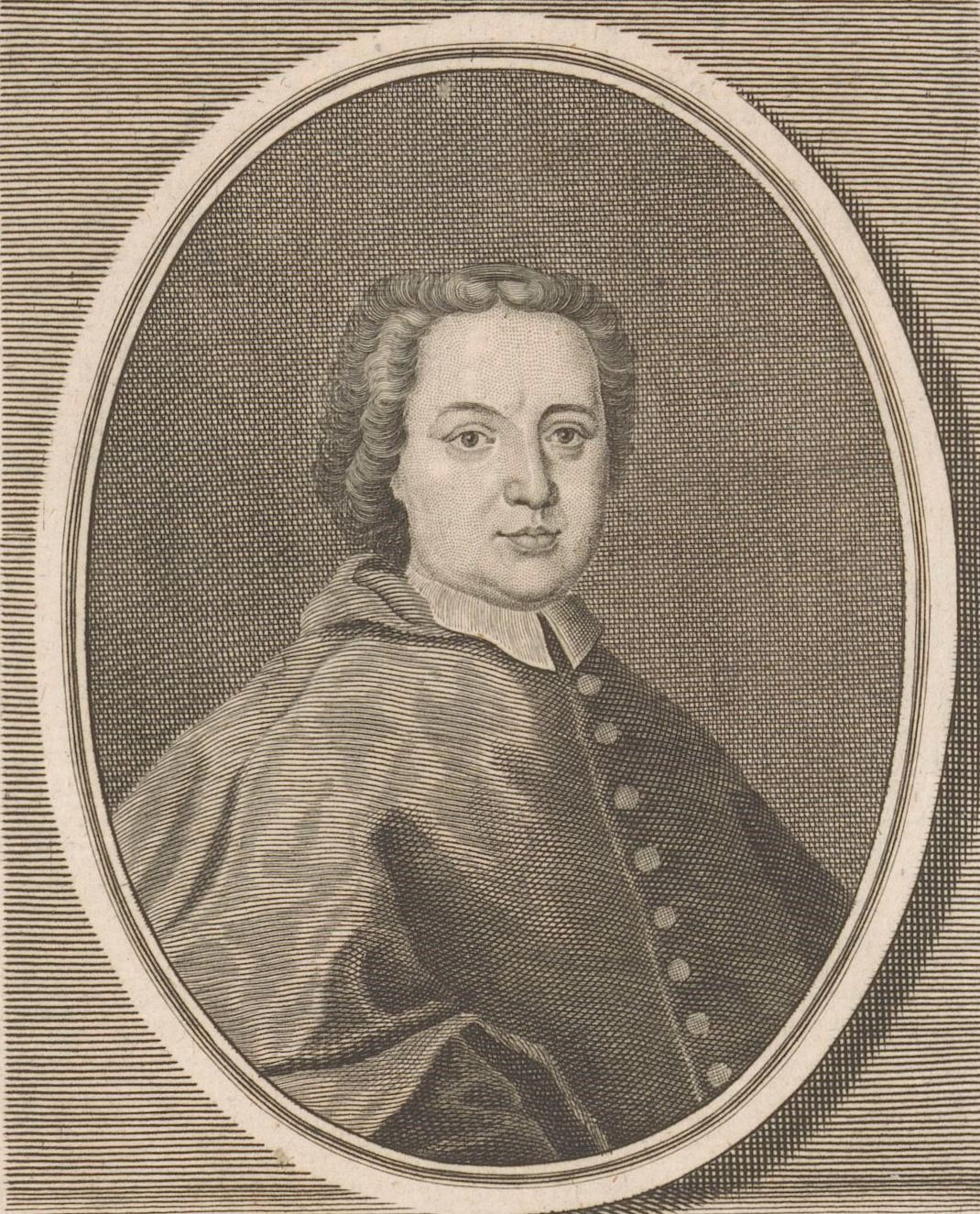
Philipp Ludwig von Sinzendorf

Wappen des Breslauer Bischofs Philipp Ludwig von Sinzendorf

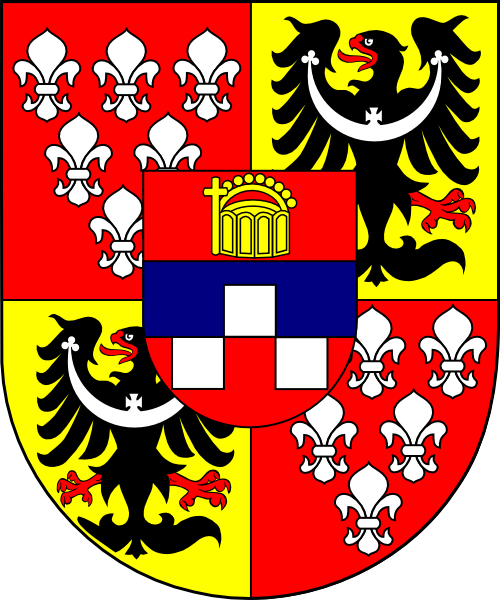
Moderne Nachzeichnung des Wappens

Philipp Ludwig von Sinzendorf (* 14. Juli 1699 in Paris; † 28. September 1747 in Breslau) war Bischof von Raab in Ungarn und Fürstbischof von Breslau sowie Kardinal.

## Biographie

### Herkunft und frühe Jahre
Philipp Ludwig von Sinzendorf stammte aus dem Adelsgeschlecht von Sinzendorf und wurde in Paris geboren, wo sein Vater Philipp Ludwig Wenzel von Sinzendorf damals kaiserlicher Gesandter war. Als zweitgeborener Sohn wurde er für den geistlichen Stand bestimmt. Seine Ausbildung erhielt er in Wien und ab 1714 am Jesuitenkolleg in Rom, wo er 1717 in Theologie und in Rechtswissenschaft promoviert wurde. Auch seine Bekanntschaft mit Monsignore Lambertini, dem späteren Papst Benedikt XIV., geht auf diese Zeit zurück.
Nachdem sein Vater 1705 Hofkanzler und 1712 Obersthofkanzler Kaiser Karls VI. geworden war, erhielt Philipp Ludwig – noch vor der 1722 erfolgten Priesterweihe – Kanonikate in Köln, Salzburg und Olmütz.

### Bischof von Raab
Auch die nächste Beförderung erfolgte unter Mitwirkung seines einflussreichen Vaters: Obwohl Philipp Ludwig noch nicht das kanonische Alter erreicht hatte, wurde er 1725 zum Bischof des ungarischen Bistums Raab gewählt. Die päpstliche Ernennung wurde mit einer entsprechenden Dispens verbunden, die Bischofsweihe spendete ihm am 17. November 1726 in Wien Erzbischof Girolamo Grimaldi. Schon zwei Jahre später ernannte ihn Papst Benedikt XIII. zum Kardinal und übertrug ihm als Kardinalpriester am 14. August 1730 die Titelkirche Santa Maria sopra Minerva.

### Bischof von Breslau
Gegen massiven Widerstand des Breslauer Domkapitels, das sich für die Wahl des Weihbischofs Elias Daniel von Sommerfeld ausgesprochen hatte, setzte Kaiser Karl VI. in seiner Eigenschaft als König von Böhmen 1732 die Wahl von Philipp Ludwig zum Fürstbischof von Breslau durch.
Während der Regierungszeit von Philipp Ludwig fiel der größte Teil seiner Diözese nach dem Ersten Schlesischen Krieg 1742 unter preußische Herrschaft. Im Gegensatz zu seinem Domkapitel, das eine feindliche Haltung gegenüber den Plänen des neuen weltlichen Herrschers einnahm, suchte der Fürstbischof eine Annäherung an König Friedrich II., indem er ihm schon am 9. Oktober 1741 zu seinem Erfolg gratulierte. Dennoch wurde auf Drängen Friedrichs 1743 Philipp Gotthard von Schaffgotsch zum Breslauer Koadjutor gewählt.
Philipp Ludwig setzte sich für ein tolerantes Denken und Handeln in Religionsangelegenheiten ein. In einem Hirtenbrief vom 28. August 1742 verbot er den Katholiken, die Protestanten zu verketzern und forderte seine Untertanen auf, christlich miteinander umzugehen. Er beabsichtigte, die Bildung des Klerus zu heben und die Schulen zu reformieren. Eine Realisierung war jedoch wegen des Widerstands des Domkapitels nicht möglich. Deshalb bewarb er sich um den erzbischöflichen Stuhl in Salzburg, hatte jedoch mit seiner Bewerbung keinen Erfolg. Wenige Monate später starb er und wurde im Breslauer Dom beigesetzt.